# Portaaviones Tipo 004
El portaaviones Tipo 004 (en chino: 004型航空母舰) es la tercera generación planificada portaaviones de las Armada del Ejército Popular de Liberación de China. Al igual que el portaaviones Tipo 003 anterior, contará con un sistema de propulsión eléctrica integrado que permitirá la operación de catapultas de lanzamiento electromagnéticas. También será más grande y contará con propulsión nuclear, a diferencia del Tipo 003 de propulsión convencional. Podría generar suficiente electricidad para alimentar láseres chinos y cañones de riel actualmente en desarrollo. El Tipo 004 será el primer portaaviones chino con propulsión nuclear marina. Se espera que se complete a fines de la década de 2020, y se podrían construir hasta cuatro de esta clase.

## Historia

### Finalidad
Se cree que el Estado Mayor General chino quiere contar permanentemente con dos grupos aeronavales, uno en el Océano Índico y otro en el Pacífico. Gracias al programa de construcción China podría disponer de entre seis y ocho portaviones para el año 2040. Se cree que el primer portaaviones tipo 003 estará completamente operativo para el año 2024. El siguiente paso lógico sería aspirar a contar con portaviones de propulsión nuclear.
Esa flota de portaaviones modernos dara una gran ventaja en los retos de seguridad y defensa de sus intereses estratégicos chinos. La doctrina de portaaviones está por pulir y se desconoce el alcance futuro, pero facilitará el dominio marítimo del Indopacífico está en disputa y China verá reforzada su particular estrategia A2/AD.

### Investigación
Según los informes, el gobierno central de China gastará 22.000 millones de RMB (3.300 millones de dólares) en el desarrollo de dos prototipos de reactores nucleares de sal fundida que se construirán en Wuwei en la provincia de Gansu. El objetivo es tener los reactores operativos para 2020. La Marina del EPL está interesada en la tecnología para impulsar sus buques de guerra y portaaviones.
En junio de 2018, la Corporación Nuclear Nacional de China, de propiedad estatal, abrió una licitación pública para un rompehielos de propulsión nuclear marina, que los observadores creen que probablemente ayudaría a desarrollar la tecnología y la experiencia para el desarrollo de un portaaviones propulsado por energía nuclear.

### Construcción
A fines de 2017, se instalaron grúas pórtico de 1600 toneladas en el astillero Jiangnan, lo que provocó especulaciones de que el portaaviones se construiría allí. Más tarde, en marzo de 2018, una filtración por el constructor naval China Shipbuilding Industry Corporation, el propietario del Astillero Dalian, sugirió que el portaaviones Tipo 004 de propulsión nuclear también sería parte de su cartera de trabajo. En abril de 2018, news.com.au afirmó que el corte de metal para el Tipo 004 comenzó en diciembre de 2017.

### Propulsión nuclear
El desarrollo de un portaaviones de propulsión nuclear no puede acelerarse en China por razones científicas y de seguridad. El pequeño reactor modular Linglong One, considerado su modelo más avanzado, necesita ser recargado una vez cada dos o tres años. En comparación el reactor de un portaaviones clase Ford puede operar durante 40 años.
El portaaviones tipo 004 usará un sistema electromagnético avanzado de lanzamiento de aeronaves (EMALS). Actualmente el Fujian ya va equipado con un sistema EMALS para lanzar aviones. Esta tecnología se pondrá a punto con los tipo 003, dejando a los tipo 004 el trabajo de madurar la tecnología de propulsión nuclear. Dados los avances tecnológicos y su casa vez más creciente consumo de energía eléctrica solo un reactor nuclear será capaz de satisfacer esa demanda.

### Grupo de combate
Un portaviones es una pieza de un grupo de combate. El grupo de batalla del portaaviones tipo 004 se cree que estará compuestos al menos por:
- Un portaaviones, equipado con aviones J-35, J-15, J-15D, drones y aviones AEW&C KJ-600.
- Dos cruceros de misiles guiados. Principalmente defensa antiaérea y antimisiles.
- Dos destructores. Principalmente defensa antisubmarina y también protección contra aeronaves y buques de guerra.
- Dos fragatas, guerra antisubmarina y escolta del portaaviones.
- Dos submarinos SSN, navegando delante del grupo para detectar cualquier amenaza submarina.
- Un barco de suministros.

## Grupo aéreo embarcado
El Tipo 004 probablemente llevaría un complemento de cazas Shenyang J-15 y Shenyang J-31, aviones de  alerta temprana y control aerotransportado Xian KJ-600 en el aire, aviones de guerra antisubmarinos y drones no tripulados de ataque sigiloso.
Anteriormente se sugirió que el portaaviones podría transportar aviones Chengdu J-20. Sin embargo, en un programa en la Televisión Central de China, el Contralmirante de la Armada del EPL, Zhang Zhaozhong, descartó la posibilidad de que el avión se utilizara en portaaviones ya que el avión no estaba diseñado estructuralmente para hacer frente a las operaciones del portaaviones. Además, no tiene alas plegables para un almacenamiento compacto, y su recubrimiento sigiloso sería susceptible a la degradación mientras está en el mar.

### Buques similares
- Clase Gerald R. Ford
- Shtorm